# Cedar Mill
Cedar Mill – jednostka osadnicza w Stanach Zjednoczonych, w stanie Oregon, w hrabstwie Washington.